# BMW R 1150 RT
BMW R 1150 RT – niemiecki motocykl sportowo-turystyczny produkowany przez BMW w latach 2002–2004. Zastąpił on model BMW R 1100 RT.

## Dane techniczne/Osiągi
Silnik: bokser 2
Pojemność silnika: 1130 cm³
Moc maksymalna: 94 KM/7250 obr./min
Maksymalny moment obrotowy: 100 Nm/5500 obr./min
Prędkość maksymalna: 202 km/h
Przyspieszenie 0-100 km/h: 4,3 s